# Eintagsfliegen (Gedichtband)
Eintagsfliegen ist ein Lyrikband von Günter Grass, den der Schriftsteller anlässlich seines 85. Geburtstages im Jahr 2012 veröffentlichte. Er erschien im September 2012 beim Steidl Verlag und enthält 87 Gedichte. Der Band thematisiert das Altern und den Tod und enthält eine kritische Liebeserklärung an Deutschland.

## Inhalt
In einem der insgesamt 87 Texte des Gedichtbandes schildert Grass seine Begegnung mit dem Schriftsteller Max Frisch, der ihm vor Jahren den Rat gab, „bis ins Alter zornig zu bleiben und nicht – wie erwartet wird – im alles mildernden Abendlicht weise zu werden“. Dem Rat des älteren Kollegen folgte er fortan und bekannte diese Lebenshaltung in dem kurzen Gedicht Guter Rat.
In dem Gedicht mit dem Titel Verspäteter Schutzbrief für Oskar Pastior verteidigt Grass den rumäniendeutschen Schriftsteller und Büchnerpreisträger Oskar Pastior.
Pastior war von 1961 bis zu seiner Flucht in den Westen 1968 informeller Mitarbeiter des rumänischen Geheimdienstes Securitate gewesen. Laut Grass habe Pastior, selbst Opfer des Stalinismus, aus großer Angst vor erneuter Haft im damals kommunistischen Rumänien gehandelt.
Etwa ein halbes Jahr nach seinem israelkritischen Gedicht Was gesagt werden muss lobt Grass in dem Band den israelischen Nukleartechniker Mordechai Vanunu als Vorbild. Vanunu wurde 1986 in Israel zu 18 Jahren Haft verurteilt, weil er über das Atomforschungsprogramm Israels geredet hatte. Der israelische Geheimdienst Mossad hatte ihn zuvor mittels eines weiblichen Lockvogels nach Rom gelockt und von dort nach Israel entführt. „Nur solche Helden sind in einer Welt vonnöten, / die Frieden säuselt und Vernichtung plant“, dichtet Grass über Vanunu. Den Mossad nennt Grass nicht beim Namen, schreibt aber von einer „Gang“, „die ungehemmt selbst Mord nicht scheut“.
Die zunächst in der Süddeutschen Zeitung veröffentlichte Fassung des Gedichts Was gesagt werden muss ist im neuen Gedichtband in geänderter Form enthalten. In dieser Fassung heißt es nun nicht mehr die „Atommacht Israel“ gefährde den Weltfrieden, sondern die „gegenwärtige Regierung der Atommacht Israel“.
Weitere Themen des Bandes sind unter anderem Europa, Griechenland, der Verschleiß an Bundespräsidenten, die Beschwerden des Alters und der immer näher rückende Tod. Der Verlust von Grass’ langjährigem Lektor Helmut Frielinghaus wird lyrisch aufgearbeitet. Doch auch die Sportschau oder das von der katholischen Kirche nicht mehr als schwere Sünde bewertete Masturbieren wird behandelt: „Selbst unser Papst darf schamlos nun tun / was er von früh an tat: Erlöst lächeln / sehen wir ihn, von Sünden und Ablaß befreit.“
Grass’ Liebe zu Deutschland kommt in dem Titel Trotz allem zum Ausdruck. Er nennt dabei Deutschland nicht beim Namen, sondern bezeichnet es als „mein Land“. Es ärgert ihn, dass sein selbst hochverschuldetes Land andere Länder zum Sparen zwingt, Waffen exportiert und sozial auseinanderdriftet.

## Illustrationen
Jedes Gedicht des Leinenbandes ist von Grass mit eigenen aquarellierten Federzeichnungen von Eintagsfliegen illustriert.

## Reaktionen
Der Verband hebräischsprachiger Schriftsteller kritisierte, Grass betreibe eine „obsessive Kampagne zur Beschämung Israels“. Grass spreche dem jüdischen Staat das Recht auf Selbstverteidigung ab, meinte der Vorsitzende des Verbands, Herzl Chakak. Er rief Intellektuelle in aller Welt dazu auf, sich von Grass zu distanzieren. Des Weiteren teilte er mit, der Rassismus des Nazi-Regimes sei in Grass’ Erbgut eingebrannt. „Würde Grass gegen die nukleare Aufrüstung des Iran aktiv werden, könnte er so die Spuren des Hakenkreuzes auf seiner Kleidung löschen“, „aber sein Kreuzzug gegen das jüdische Volk und Israel geht weiter, und dafür kann man ihm nicht vergeben“, so Chakak.